# Atacul chimic de la Khan Shaykhun

La 4 aprilie 2017, a avut loc un atac chimic la Khan Shaykhun (în arabă: الهجوم الكيميائي على خان شيخون), Guvernoratul Idlib  din Siria, în timpul Războiului Civil Sirian. Potrivit SUA și aliaților săi, atacul ar fi fost coordonat de forțele aeriene proguvernamentale siriene de la baza aeriană Shayrat. Atacul aerian a fost urmat de intoxicații masive chimice în rândul populației civile. Eliberarea gazului toxic, probabil Sarin, a ucis cel puțin 74 de persoane (din care 20 de copii) și a rănit peste 557 de persoane conform autorității de sănătate din Idlib. Ca răspuns la acest atac, la 7 aprilie 2017, Statele Unite ale Americii au lansat 59 de rachete de croazieră Tomahawk care au lovit baza aeriană Shayrat de unde se presupune că a avut loc atacul aerian din 4 aprilie.
Partea rusă susține că  aviația siriană a bombardat un depozit al insurgenților ce conținea substanțe toxice.
Atacul a avut loc la 4 aprilie, dimineața devreme. Martorii au raportat apariția unui miros ciudat, iar apoi au existat simptome vizibile de otrăvire. Câteva zile mai târziu, la 6 aprilie, a existat un al doilea atac, de data aceasta în orașul Al-Lataminah, în care trei persoane au fost ucise și 25 au fost rănite.
Guvernul sirian a negat vehement orice implicare în atacul chimic și a anunțat că nu folosește arme chimice.